# Národní park Akan
Národní park Akan japonsky 阿寒国立公園 (Akan Kokuritsu Kōen) je chráněná krajinná oblast kategorie V dle klasifikace Mezinárodního svazu ochrany přírody. Rozkládá se na japonském ostrově Hokkaidó. Spolu s Národním parkem Daisecuzan je nejstarším národním parkem na tomto ostrově. Byl založen 4. prosince 1934.
Park tvoří oblast vulkanických kráterů a lesů o rozloze 904,81 km2. Park je proslulý svými krystalicky čistými jezery, termálními prameny a řasokoulí zelenou. Je to jediné místo v Japonsku, kde se přirozeně vytvářejí řasokoule patřičné velikosti.

## Geografie parku
Národní park Akan lze v zásadě rozdělit na dvě hlavní části – Kawaju a Akan.

### Kawaju
Hora Ió a onsen Kawaju nabízejí přírodní termální prameny a sirné fumaroly. Nedaleko kalderového jezera Kuššaro se nacházejí průsmyk Bihoro a hory Mokoto a Nišibecu. Poloostrov Wakoto na jižní straně jezera je oblastí s vyšší teplotou povrchu a ojediněle přizpůsobenou květenou a zvířenou. Jezero Mašú je také kaldera. Je to jedno z nejčistších jezer na světě s viditelností až do 40 metrů.

### Akan

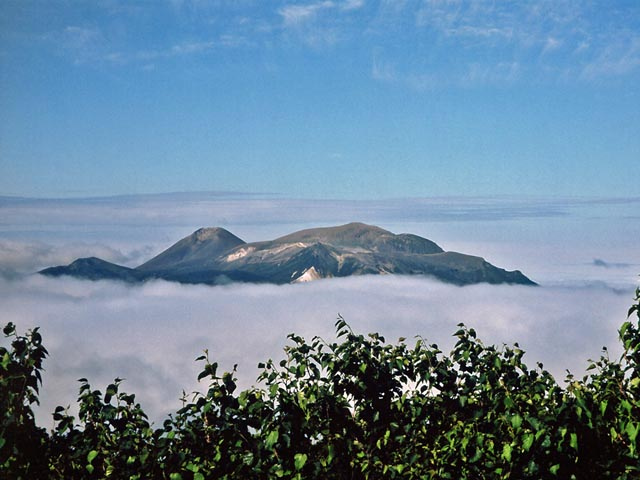
Sopky Me-Akan a Akan-Fudži z pohledu z hory O-Akan

Kaldera Akan je masivní kaldera o rozměrech 13 ×  24 km. Zdvihá se z ní několik stratovulkánů. Nejvyšší z nich jsou stratovulkány Me-Akan a Akan-Fudži na jihozápadním okraji a O-Akan na severovýchodním, přičemž sopka Me-Akan, která je jednou z nejaktivnějších na ostrově Hokkaidó, je také nejvyšší horou parku.
Jezero Akan neboli Akan-ko, které kalderu vyplňuje, vzniklo asi před 6000 lety. Kromě toho, že je jedním z japonských Ramsarských mokřadů, jsou zde i oblasti s horkým bahnem zvaným bokke. Na ostrově Churui, který je jedním ze čtyř ostrovů v jezeře, se nachází Marimo Exhibition and Observation Center, jež slouží ke zkoumání a pozorování zdejší rostlinné rarity řasokoule zelené.
Při úpatí hory Me-Akan leží jezero Onneto. Nedaleko se nachází vodopád Onneto Yu-no-taki s horkou vodou. Z plošiny Sokodai asi 15 km od jezera Akan je možné pozorovat dvojici jezer obklopených lesy, jezero Penketo a jezero Panketo.
 Z observatoře na hoře Hakuto, z hory Kikin a z průsmyku Curumi je krásný výhled na okolní krajinu.

Z mostu Takimi, který vede přes řeku Akan, lidé pozorují, jak řeka vytéká z jezera Akan v podobě vodopádu. Nedaleko se též nacházejí jezera Džiro a Taro.